# Erhard Raus
Erhard Raus (Olbramovice, 8 de janeiro de 1889 - Viena, 3 de abril de 1956) foi um general da Wehrmacht da Alemanha Nazista durante a Segunda Guerra Mundial. Ele comandou a 6ª Divisão Panzer durante os primeiros anos da guerra na Frente Oriental, antes de assumir comandos de exército e de grupo de exércitos. Raus foi um dos três ex-austríacos que ascenderam ao posto de Generaloberst (Coronel-General) dentro da Wehrmacht alemã. Os outros dois foram Alexander Löhr e Lothar Rendulic.
Após a guerra, ele escreveu muitos livros, incluindo suas memórias, Panzer Operations: The Eastern Front Memoir of General Raus, 1941-1945.

## Vida pregressa
Erhard Raus nasceu em Wolframitz em 8 de janeiro de 1889, na parte austríaca do Império Austro-Húngaro. O filho do comerciante Hubert Raus e sua esposa Josefa, nascida Brückner, ele ingressou na escola de cadetes aos 18 anos, onde se formou como a melhor no ano de todas as escolas de cadetes na escola de cadetes de infantaria de Königsfeld, perto de Brno. Sendo incorporado ao exército imperial e real (kaiserlich und königlich, k.u.k.), tornou-se alferes (Fähnrich) em 18 de agosto de 1909 no Regimento de Infantaria "Kaiser" nº 1 em Troppau.
Em agosto de 1910, ele se tornou o comandante de pelotão na companhia de ciclismo nº 7. Um ano depois, ele se tornou o comandante do pelotão de metralhadoras da Companhia de ciclismo nº 7. Como comandante do pelotão de metralhadoras, foi promovido em 1º de novembro de 1911 no 20º Batalhão Feldjäger (Feldjäger-Bataillon 20) e transferido para Tolmein. Em março de 1912, ele foi transferido com a unidade para Cormons. Lá ele também conheceu a filha de um diretor de escola, Anna Morsani, que mais tarde se tornou sua esposa. Em 1º de maio do mesmo ano foi promovido a tenente (Leutnant). Com a eclosão da Primeira Guerra Mundial, ele foi transferido para o 1º Batalhão Caçador de Ciclismo (Radfahr-Jägerbataillon Nr. 1) como comandante de pelotão.

## Primeira Guerra Mundial
Erhard teve o seu batismo de fogo no sul da Polônia. Em 1914, ele participou da Batalha de Lublin e das batalhas de inverno nos Beskids. Em 1º de janeiro de 1915 foi promovido a 1º tenente (Oberleutnant). Após as batalhas perto de Limanova e perto de Gorlice, ele foi transferido ao teatro de guerra do sul. Lá ele então participou da 2ª Batalha do Isonzo. Na frente italiana, ele e seus 31 homens conseguiram capturar 200 italianos.
No início de 1916, foi nomeado ajudante de batalhão. No outono de 1917, ele foi nomeado comandante da companhia ciclista do 20º Batalhão Feldjäger. Em 1º de fevereiro de 1918 foi promovido a capitão (Hauptmann). Em 17 de agosto de 1918, Raus casou-se com Anna Morsani; quatro anos mais nova.
No final da guerra, o 20º Batalhão Feldjäger foi dissolvido em Viena. Ele próprio marchou com os soldados tchecos restantes para sua terra natal na Morávia. Com a dissolução do império, ele decidiu não morar na nova Tchecoslováquia, mas continuar morando na Áustria. Ele foi então aceito nas Forças Armadas austríacas.

## Entre-Guerras
Erhard Raus foi inicialmente designado para o Ministério Federal do Exército. Em 1920 ingressou no 2º Batalhão Caçador de Ciclismo (Radfahr-Feldjäger-Bataillon 2) em Viena como ajudante. Em 8 de julho de 1921 foi agraciado com o posto de major. No outono de 1922, Raus foi novamente designado ao Ministério Federal do Exército. Lá ele trabalhou no Departamento 4 (departamento de ciclismo e metralhadoras). Em 1º de março de 1923, seu posto foi renomeado como Capitão do Estado-Maior (Stabshauptmann). Ele então trabalhou em 1924 como professor no curso de infantaria em Bruckneudorf. De 1º de janeiro a 28 de maio de 1926, Erhard frequentou o curso de equitação da guarnição. De 1º de junho a 1º de agosto de 1926, ele frequentou um curso de metralhadoras.
Em 1º de janeiro de 1927, Erhard foi promovido a major e em 1928 foi admitido nos cursos superiores de especialização militar, o que significava formação de estado-maior. Ele se formou como o melhor em seus exames em 1930 e, imediatamente em seguida, foi transferido para lecionar na escola de infantaria de Viena. Em 15 de setembro de 1932 foi promovido a Major do Estado-Maior do Exército. No inverno de 1932/33 foi transferido para o Ministério Federal do Exército por três meses. Desta vez, ele foi designado para o Departamento 2 (treinamento). Em 10 de junho de 1933 foi promovido a tenente-coronel (Oberstleutnant), e em setembro, ele foi transferido para a escola de infantaria em Viena como professor de tática e membro da banca examinadora militar. Em 1º de setembro de 1934, foi nomeado comandante da Escola de Tiro de Infantaria de Bruck an der Leitha, que estava em construção e iniciou suas operações em 1º de outubro do mesmo ano. Em 19 de dezembro de 1936 foi promovido a coronel (Oberst).
Em 1º de novembro de 1937, foi transferido para o Ministério Federal da Defesa (Bundesministerium für Landesverteidigung, BMLV) como chefe do departamento de defesa do Departamento de Inteligência do Estado-Maior. No início de 1938, ele foi ordenado a assumir o cargo de adido militar e da força aérea para a Itália e a Albânia. A introdução foi feita por seu antecessor, o Coronel Emil Liebitzky, mas quando estava prestes a assumir seu posto em Roma, a Áustria foi anexada pela Alemanha em março de 1938. A posse prevista para 1º de abril não ocorreu e Erhard foi incorporado à Wehrmacht alemã em março. Em 1º de abril de 1938, ele foi transferido para o estado-maior do Grupo de Comando 5 (Gruppenkommandos 5) em Viena. Em junho ele foi designado para o quartel-general do 50º Regimento de Infantaria em Landsberg an der Warthe por dois meses. Lá ele foi empregado como oficial de ligação. Em 1º de agosto, ele foi transferido de volta ao estado-maior do Grupo de Comando 5 como oficial de ligação austríaco. Em 10 de novembro foi colocado à disposição do Comandante-em-Chefe do Exército (Oberbefehlshaber), permanecendo no estado-maior do Grupo de Comando 5. Sua antiguidade no posto foi agora fixada em 1º de agosto de 1937. Seu último endereço privado antes do início da guerra foi Währingerstraße 2 em Viena IX, com o número de telefone 11418.

## Segunda Guerra Mundial

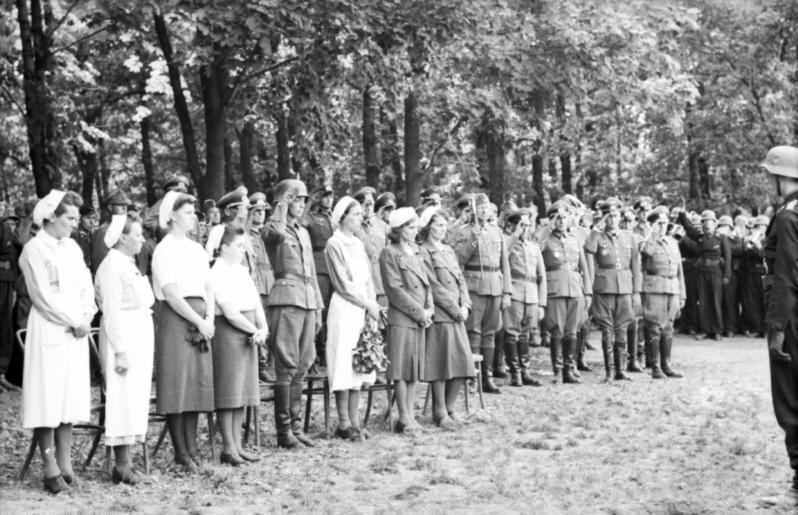
O General der Panzertruppe Erhard Raus (terceiro da direita) participa do funeral do Generalmajor Walther von Hünersdorff em Kharkov com o Generaloberst Hermann Hoth (quarto da direita) e o Generalfeldmarschall Erich von Manstein (quinto da direita com o bastão do marechal).

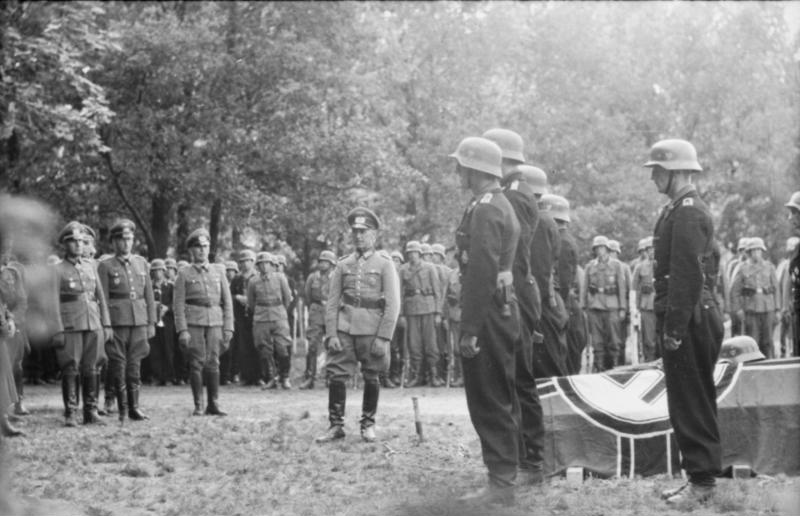
Sequência da foto anterior com a guarda de honra, o General Raus é o primeiro oficial à esquerda. O General Hoth está no centro.

Durante a mobilização para a Segunda Guerra Mundial, o Coronel Raus tornou-se então Chefe do Estado-Maior do Vice-Comando-Geral do XVII Corpo de Exército em 26 de agosto de 1939, por inaptidão para o serviço militar devido a um problema no pé. Erhard foi eventualmente transferido em 26 de junho de 1940 para o comando do 243ª Regimento de Infantaria da 60ª Divisão de Infantaria. Em 8 de julho de 1940, ele entregou o comando do regimento ao Coronel Walther Krause. Em 14 de agosto de 1940, foi nomeado comandante do 4º Regimento de Fuzileiros (Schützen-Regiment 4) da 6ª Brigada de Fuzileiros (6. Schützen-Brigade), a partir de 25 de julho de 1940. Em 6 de fevereiro de 1941, ele recebeu a seguinte avaliação do Coronel Hans-Karl Freiherr von Esebeck, comandante da 6ª Brigada de Fuzileiros:
"Personalidade intelectualmente superior, muito bom educador e treinador. Taticamente muito bom, enérgico e orientado para objetivos, socialmente muito hábil. Avaliação: Preenche muito bem. Recomendação: Totalmente adequado para comandante de brigada."
Em 11 de fevereiro, tanto o comandante da 6ª Divisão Panzer, o Major-General Franz Landgraf, quanto o do XVI Corpo de Exército, General Erich Hoepner, concordaram com a avaliação e em 1º de maio, o Coronel Raus foi nomeado comandante da 6ª Brigada de Fuzileiros. No início do verão de 1941, Erhard Raus os liderou na Operação Barbarossa. Em 14 de agosto foi promovido a major-general (Generalmajor), com antiguidade em 1º de setembro de 1941. De 1º a 16 de setembro, ele liderou a 6ª Divisão Panzer em nome do Major-General Franz Landgraf, que estava doente.

### A Batalha de Moscou e o inverno
Em 15 de setembro, a 6ª Divisão Panzer, sem sua artilharia, foi retirada do cerco de Leningrado e transferida para o Grupo de Exércitos Centro para participar da Operação Tufão, o avanço sobre Moscou. Segundo Raus, a força soviética no setor de sua divisão havia sido esmagada, abrindo a possibilidade de entrar na cidade. Ele contou como seus homens, em uma única semana de combates furiosos nos subúrbios, cruzaram doze posições defensivas soviéticas e capturaram 248 fortes. Em 11 de outubro, Erhard foi condecorado com a Cruz de Cavaleiro da Cruz de Ferro por sua captura e defesa da cabeça-de-ponte no rio Luga. A unidade foi transferida para o LVI Panzerkorps e, no mesmo dia, ele recebeu a seguinte avaliação do General der Panzertruppen Ferdinand Schaal, comandante do LVI Panzerkorps:
"Personalidade animada, eloqüente, inteligente e enérgica. Imaginativo. Caráter honesto. Excelentemente comprovado como vice-comandante de divisão em combates pesados. Lidera com confiança e firmeza e mostra uma excelente visão. Pessoalmente corajoso e dedicado. Bom treinador de seu corpo de oficiais, justo e atencioso . Classificação: Preenchimento muito bom. Recomendação: General Comandante."
Como desse corpo, Raus e suas tropas, junto com outras divisões panzer, ajudaram a cercar 400.000 homens em Vyazma. No início de dezembro, eles não estavam a mais de 14km dos subúrbios de Moscou. Raus afirma que durante o contra-ataque de inverno soviético, ele salvou toda a sua divisão ordenando que buracos fossem abertos no solo congelado - cada um grande o suficiente para abrigar de 3 a 5 soldados. Em poucas horas, seus homens estavam protegidos e em posição de repelir novos ataques soviéticos, bem como resistir ao clima terrível com o mínimo de baixas.

No início de janeiro de 1942, os contra-ataques soviéticos ameaçaram isolar o Quarto e o Nono Exércitos alemães, e Raus assumiu uma nova posição de grande importância. O General Walter Model, comandante do Nono Exército, ordenou que todo o pessoal da retaguarda fosse colocado sob seu comando e o instruiu a organizá-la para proteger as linhas de comunicação e impedir qualquer tentativa de cerco soviético. Raus afirma que em fevereiro havia reunido cerca de 35.000 homens sob seu comando e em meados de fevereiro estava contra-atacando, ajudando a estabilizar a linha de frente e acabando com qualquer risco de que grandes porções do Grupo de Exércitos Centro fossem cercadas. Em abril de 1942, ele também liderou o LVI Panzkerkorps por um curto período, substituindo o General der Panzertruppen Ferdinand Schaal. Em 19 de abril, o Generaloberst Walther Model acrescentou:
"Tem o mérito especial de ter tornado a sua divisão blindada, fustigada pelos combates mais pesados, tão operacional apesar das dificuldades do inverno que conseguiu obter grande sucesso na ofensiva caracol que desenvolveu."
Em 27 de abril de 1942, o Marechal-de-Campo Günther von Kluge, Comandante-em-Chefe do Grupo de Exércitos Centro, acrescentou que concordava com a avaliação de Model. No início de abril, a 6ª Divisão Panzer foi transferida para a França para se reformar e descansar; Raus foi nomeado comandante da divisão em 29 de abril. Em meados de novembro de 1942, a divisão trocou a França pela União Soviética.

### De volta ao front
A 6ª Divisão Panzer deixou a França para a União Soviética de trem. Raus diz que poupou baixas desnecessárias à sua divisão ao ignorar os protestos dos funcionários da ferrovia e providenciou para que seus homens fossem transportados pelo que ele chamou de "trens de batalha", projetados para que as tropas de cada trem pudessem se posicionar em pequenos grupos de armas combinadas capazes de repelir ataques de partisans com perdas materiais ou humanas mínimas.
No final de novembro, a divisão desembarcou no setor de Stalingrado para participar da Operação Wintergewitter (Tempestade de Inverno) na tentativa de libertar o 6º Exército alemão cercado em Stalingrado. A divisão atacou como parte do XLVIII. Panzerkorps, infligindo pesadas perdas às forças soviéticas. Em dezembro de 1942, Raus realizou uma operação bem sucedida contra o 2º Exército de Guardas soviético. Raus declarou que quando a ofensiva foi interrompida e as divisões panzer retiradas, suas tropas estavam a uma distância de tiro de Stalingrado e poderiam ter salvado o 6º Exército, acrescentando que não havia mais resistência entre eles. Ele não menciona que as forças de socorro não foram mais capazes de continuar em direção à cidade devido ao aumento do número de formações soviéticas e que o General Paulus se opôs a tentar uma evacuação.

### Kharkov e Kursk
Como comandante de divisão, Erhard foi promovido a tenente-general (Generalleutnant) em 21 de janeiro de 1943, com antiguidade fixada em 1º de janeiro de 1943. Com o colapso da frente após a Batalha de Stalingrado, Raus foi colocado no comando do XI. Armeekorps, conhecido até o verão de 1943 sob o nome de “Corpo Provisório Raus” e nomeado general das tropas blindadas (General der Panzertruppen) em 20 de abril, contando antiguidade em 1º de maio. Ele fazia parte do Destacamento de Exército Kempf e comandou ele mesmo as 168ª, 298ª e 320ª divisões de infantaria. Raus também foi nomeado oficialmente para a liderança do Comando Geral z.b.V. em 10 de maio de 1943.
Seus homens participaram do contra-ataque alemão chamado de Terceira Batalha de Kharkov. Raus os liderou através do rio Donets na Batalha de Kursk, sendo sua missão cobrir o flanco direito do 4º Exército Panzer que rompeu as defesas soviéticas e avançou em direção a Kursk para completar o cerco do saliente sul; o que não foi atingido.
Após o fracasso da Operação Cidadela (ofensiva de Kursk), Raus organizou a retirada das unidades do Eixo através do rio Dnieper. Ele conseguiu defender um importante ponto de passagem, atrasando o Exército Vermelho que ameaçava flanquear o exército alemão em retirada em direção à ainda inacabada Linha Panther-Wotan. Quando finalmente recebeu ordens de recuar, suas tropas sofreram pesadas baixas. Eles recuaram para Kharkov, onde participaram da última batalha pela cidade, a Quarta Batalha de Kharkov de agosto de 1943. Seu papel nas batalhas defensivas entre Belgorod e Kharkov rendeu-lhe a adição das Folhas de Carvalho à sua Cruz de Cavaleiro da Cruz de Ferro.
Erhard Raus logo se viu em retirada novamente, levando seus homens de volta de Kharkov ao Dnieper, apesar das constantes tentativas soviéticas de envelopar o Corpo de Exército, que só terminaram quando ele alcançou a cabeça-de-ponte no rio em 20 de setembro.

### Fim da guerra
Ao chegar, o 8º Exército instruiu Raus a organizar a retirada de todas as unidades do Eixo de seu setor (13 divisões) do leste do Dnieper para o oeste. A travessia de todas as divisões levou vários dias, as quais trouxeram milhares de cabeças de gado e cavalos saqueados. Erhard Raus permaneceu na frente e foi designado para o Grupo de Exércitos Sul. Em 30 de novembro de 1943, ele assumiu o vice-comando do 4º Exército Panzer em nome do Coronel-General Hermann Hoth. Em 1º de dezembro de 1943, o Marechal Erich von Manstein, comandante do Grupo de Exércitos Sul, seguriu que Raus fosse elevado a comandante-em-chefe de um exército. Em 2 de dezembro de 1943, ele recebeu a seguinte avaliação do General der Infanterie Otto Wöhler, comandante do 8º Exército:
"Completamente à prova de crises. Sempre presente onde há fogo. Excelente general comandante. Recomendação: Comandante-em-Chefe de um exército, especialmente um exército panzer."
Em 10 de dezembro de 1943, Erhard foi colocado no comando do 4º Exército Panzer. Ele logo teve que enfrentar a ofensiva soviética de natal, lançada em 24 de dezembro de 1943. Depois de posicionar suas unidades para absorver o choque inicial, ele ordenou a construção de uma vala antitanque atrás de suas linhas e a evacuação de todo o material inútil, ao mesmo tempo que executava outros esforços, mas sem conseguir deter os soviéticos. Apesar de alguns sucessos defensivos, Raus perdeu muitos de seus homens e foi empurrado para trás uma centena de quilômetros. Sua habilidade tática permitiu-lhe impedir o avanço do Exército Vermelho, mas ele reconheceu que o Panzerkorps do General Balck desempenhou um papel crucial em parar a ofensiva soviética.
Em maio de 1944, Raus assumiu o comando do 1º Grupo Panzer e, alguns meses depois, do 3º Grupo Panzer (agosto de 1944 – março de 1945), que incluía o III SS Panzerkorps, o XI Corpo de Exércitos SS e o Grupo de Corpo Tettau (início de março de 1945).

## Pós-guerra
Após a guerra, Raus escreveu e co-escreveu vários livros e publicações com foco na análise estratégica das táticas de tanques usadas por suas forças na Frente Oriental. Com a ajuda de Steven H. Newton, Erhard Raus escreveu suas memórias, Panzer Operations: The Eastern Front Memoir of General Raus, 1941-1945.
Raus morreu no hospital-geral de Viena em 3 de abril de 1956. Ele foi enterrado na capital austríaca com todas as honras militares em 6 de abril.

## Prêmios
- Cruz de Ferro (1939) 2ª Classe (29 de junho de 1941) e 1ª Classe (6 de julho de 1941).[15]
- Cruz Germânica em Ouro em 14 de fevereiro de 1943 como Generalmajor e comandante da 6ª Divisão Panzer.[16]
- Cruz de Cavaleiro da Cruz de Ferro com Folhas de Carvalho
  - Cruz de Cavaleiro em 11 de outubro de 1941 como Oberst e comandante da 6. Schützen-Brigade.[17]
  - Folhas de Carvalho em 22 de agosto de 1943 como General der Panzertruppe e comandante geral do XI. Armeekorps.[17]

## Obras
- Panzer Operations: The Eastern Front Memoir of General Raus, 1941–1945 (with Steven H. Newton), ISBN 978-0-306-81247-7
- Peculiarities of Russian warfare (German report series, 1949), OCLC 38291522
- Tactics in unusual situations (Small unit tactics, 1951), OCLC 37669938
- Improvisations and field expedients: Their use as instruments of command (1951), OCLC 38373401
- Effects of climate on combat in European Russia (German Report Series, CMH Pub 104-6, 1952)
- The Pomeranian battle and the command in the east (1952) OCLC 14445144
- Strategic deceptions (Deceptions & Cover Plans Project # 29, 1948), OCLC 37161255